# Памукоглав тамарин
Памукоглав тамарин (Saguinus oedipus), нарича се още и едипов тамарин или пинче, е вид дребна южноамериканска маймуна от семейство Остроноктести маймуни. Видът води дневен начин на живот, дървесен е и обитава тропически гори или вторичноизрасли горски насаждения. В немскоговорещите страни видът се нарича „Lisztaffe“ (в превод „маймунка на Лист“). Причината за това е характерната грива на главата, която твърде много наподобява на косата на австро-унгарския композитор Ференц Лист.

## Разпространение
Видът е разпространен единствено в Колумбия. Обитава нейния северозападен ъгъл между Панама и Карибско море в части от департаментите Атлантико, Сукре, Кордоба и Боливар. Среща се до около 1500 m надморска височина.

## Описание на вида
Този вид тамарин има дълъг и ясно изразен сагитален гребен на черепа. Над него отпред на главата преминава назад към тила и раменете бяла грива. Гърбът е кафяв, а горните части, ръцете и краката са белезникаво жълти. Задницата и вътрешната част на бедрата са червеникави до оранжеви.
По лицето космената покривка е къса. Кучешките му зъби са малки, но надвишават нивото на резците и прави впечатление, като че ли има малки зъби. Средното тегло на представителите на вида 432 g, което ги нарежда след най-малките примати в света. Мъжките са само малко по-едри от женските. Средната дължина на тялото е 17 cm, а на опашката – 25 сантиметра. Предните крайници са по-къси от задните. Палецът не се противопоставя на останалите пръсти, а опашката не е пригодена за хващане. Всички пръсти имат остри нокти, с изключение на големия пръст на крака, на който ноктите са плоски.

## Поведение
Памукоглавите тамарини са изградили моногамна система за отглеждане на поколението. Живеят в групи до 19 индивида, но най-често са 3 – 9. Тези групи се състоят от една доминираща двойка, малки до една годишна възраст и няколко подчинени или млади животни от двата пола. Тези подчинени членове са склонни да образуват други малки групи и да се отделят от групата, като сформират нова. Представителите на вида са териториални, като за целта използват аромати, с които да маркират територия. Голяма част от времето минава в търсене на храна. Те спят в гъста растителност.

## Хранене
Памукоглавите тамарини са предимно насекомоядни. Около 40% от дневното им меню се пада на насекомите. Използват и други храни като плодове, цветове, нектар, сокове от различни растения и малки животни като жаби, охлюви, гущери, паяци, яйца.

## Комуникация
Памукоглавите тамарини издават звуци, подобни на птича песен. Такива са меки чуруликащи звуци, високи трели и стакато крясъци. Изследователите установяват, че в репертоара им са включени 38 различни необичайно сложни звуци. Според тях те изразяват любопитство, страх, ужас, игривост, предупреждения, радост и призоваване на малките. Маймунките имат и териториални песни, както и песни, когато са развълнувани. Звуците се издават като езикът постоянно се движи около устните. Звуците, които издават, могат да бъдат и с разпознавателна цел или се използват за предаване на гняв или любопитство. „Заплашителното лице“ е отново форма на комуникация, при която се сбръчква челото и веждите, които почти покриват очите. Устните се извиват напред, а гривата по главата и шията е настръхнала.

## Размножаване
Женските достигат полова зрялост на 18 месеца, а мъжките до 24-месечна възраст. Чифтосването е от април до юли. Раждат средно на две малки, след период на бременност от 130 – 170 дни. Бащата и останалите членове на групата подпомагат малките с родителски грижи.

## Природозащитен статус
В плен тамарините живеят около 25 години, докато на свобода оцеляват едва 13 – 16 години. В края на 1960-те и началото на 1970-те години в САЩ са използвани 20 до 40 хил. памукоглави тамарини в биологичните лаборатории. И днес маймунките продължават да бъдат обект на нелегална търговия с цел да бъдат отглеждани като домашни любимци. Днес дивата популация в Колумбия наброява едва 6000 индивида, като около 2000 от тях са половозрели. Видът е класифициран като критично застрашен, поради намаляването с около три четвърти от местообитанията му в резултат на обезлесяване. Той се нарежда в списъка от 25-те вида примати, които са критично застрашени. Основните проблеми за популацията днес са значителното обезлесяване на районите, където се среща и нелегалният улов, с който се цели да се продадат като домашни любимци.